# طیف الکترومغناطیسی

مقایسهٔ پرتوهای الکترومغناطیسی از نظر نوع، طول موج (با مثال)، بسامد و دمایی که در آن اشیا این موج را تابش می‌کنند.

طیف (یا بیناب) الکترومغناطیسی، بازهٔ فرکانس‌های تابش الکترومغناطیسی است.
گسترهٔ طیف الکترومغناطیسی به‌گونه‌ای است که از بسامدهای رادیویی با کمترین فرکانس تا پرتو ایکس و پرتو گاما با بیشترین فرکانس را دربرمی‌گیرد و طول‌موجهایی از هزاران کیلومتر تا کسری از اندازه اتم را پوشش می‌دهد.
طیف الکترومغناطیسی، پیوسته است.

## طول طیف
امواج الکترومغناطیسی سه ویژگی اصلی دارند؛ بسامد (f)، طول‌موج (λ) و انرژی فوتون (E).
بازهٔ بسامدها از ۲٫۴x10۲۳ هرتز (۱ الکترون‌ولت پرتوی گاما) تا نوسان پلاسما در فضای میان‌ستاره‌ای است. انرژی فوتون با بسامد موج متناسب است بنابراین پرتوهای گاما دارای بالاترین انرژی هستند (در حدود یک میلیارد الکترون‌ولت) درحالی‌که موج‌های رادیویی دارای کمترین انرژی (در حدود فِمتو الکترون‌ولت) است. این رابطه‌ها با معادله‌های زیر نشان داده شده است:
{\displaystyle f={\frac {c}{\lambda }},\quad {\text{or}}\quad f={\frac {E}{h}},\quad {\text{or}}\quad E={\frac {hc}{\lambda }},}
که:
- c برابرست با ۲۹۹٬۷۹۲٬۴۵۸ متر بر ثانیه (سرعت نور در خلاء)
- h برابرست با

{\displaystyle h=6{,}626068\cdot 10^{-34}\,{\rm {{J\,s}=4{,}13567\cdot 10^{-15}{\rm {{eVs},}}}}}
 که همان ثابت پلانک است.

## ویژگی موجی ماده
در سال ۱۹۲۳ لویی دوبروی فیزیکدان فرانسوی مطرح کرد که هر جسم دارای طول موجی است. طبق رابطه دوبروی طول موج جسمی با سرعت V برابر است با:
{\displaystyle \lambda ={\frac {h}{p}}={\frac {h}{{m}{v}}}{\sqrt {1-{\frac {v^{2}}{c^{2}}}}}}

## بنیاد و پایه
| γ= پرتوی گاما           | MIR= فروسرخ متوسط     | HF= بسامد بالا         |
| HX= Hard پرتوی ایکس     | فروسرخ دور            | MF= بسامد متوسط        |
| SX= پرتوهای ایکس نرم    | موج‌های رادیویی        | LF= بسامد پایین        |
| EUV= فرابنفش نسبتاً بالا | EHF= بسامد بشدت بالا  | VLF= بسامد بشدت پایین  |
| NUV= فرابنفش نزدیک      | SHF= بسامد بسیار بالا | VF/ULF= بسامد صوتی     |
| نور قابل دیدن           | UHF= بسامد فرابالا    | SLF= بسامد بسیار پایین |
| NIR= فروسرخ نزدیک       | VHF= بسامد بسار بالا  | ELF= بسامد بشدت پایین  |
|                         |                       | Freq=بسامد             |

پرتوهای الکترومغناطیسی با مواد مختلف در راه‌های گوناگون در بخش‌های گوناگون طیفی تعامل می‌کند.
| گونهُ طیف              | تعامل اصلی با ماده |
| --------------------- | --- |
| رادیو                 | یک نوسان جمعی حامل بار در مواد توده‌ای (نوسان پلاسما). یک مثال می‌تواند نوسان الکترون‌ها در آنتن باشد.                             |
| ماکروویو              | نوسان پلاسما، چرخش مولکولی |
| نزدیک فروسرخ          | ارتعاش مولکولی، نوسان پلاسما (فقط در فلزات)                                                                                     |
| نور مرئی              | برانگیختگی مولکولی الکترون (شامل مولکول‌های رنگ‌دانه واقع در شبکیهُ چشم)، نوسان پلاسما (فقط در فلزات)                              |
| فرابنفش               | برانگیختگی مولکولی و ظرفیت اتمی الکترون، شامل پس‌زنی الکترون‌ها (اثر فوتوالکتریک)                                                 |
| پرتوهای ایکس          | برانگیختگی و پس‌زنی هسته اتمی الکترون، پراکندگی کامپتون (برای عددهای اتمی کم)                                                    |
| پرتوهای گاما          | تخلیه پر انرژی هسته الکترون‌ها در عنصرهای سنگین، پراکندگی کامپتون (برای هر عدد اتمی)، تحریک هسته‌های اتمی شامل شامل تفکیک از هسته |
| پرتوهای پر انرژی گاما | ایجاد ذره و پاد ذره در بسیاری از پر انرژی‌ها، یک فوتون می‌تواند به‌محض تعامل با ماده یک دوش از ذره‌ها و پاد ذره‌های پرانرژی بگیرد.   |